# 小行星7927
小行星7927（英語：7927）是一颗围绕太阳公转的小行星。1986年11月29日，安東寧·姆爾科斯在克列特发现了此天体。
这颗小行星的绝对星等为297.6485297184228等。